# 罗坎蒂卡
罗坎蒂卡（義大利語：Roccantica），是意大利列蒂省的一个市镇。总面积16.69平方公里，人口625人，人口密度37.4人/平方公里（2009年）。ISTAT代码为057061。